# Bagà
Bagà település Spanyolországban, Barcelona tartományban. Lakosainak száma 2182 fő (2024).

## Földrajza
Bagà Castellar de n’Hug, Das, Gisclareny, Guardiola de Berguedà, Urús, Alp, Montellà i Martinet, Saldes, Josa i Tuixén és Bellver de Cerdanya községekkel határos.

## Népesség
A település lakosságának változását az alábbi diagram mutatja:
| Lakosok száma | 617  | 793  | 1003 | 2410 | 2152 | 2122 | 2362 | 2225 | 2138 | 2182 |
|               | 1717 | 1887 | 1936 | 1960 | 1986 | 2004 | 2009 | 2014 | 2019 | 2024 |